# Arto Bryggare
Arto Kalervo Bryggare (* 26. května 1958, Kouvola) je bývalý finský atlet, bronzový olympijský medailista, vicemistr světa a vicemistr Evropy v závodě na 110 metrů překážek. Pět medailí získal též na halovém mistrovství Evropy.

## Osobní rekordy
- 50 m přek. (hala) – 6,47 (1981)
- 60 m přek. (hala) – 7,56 (1983)
- 110 m přek. (dráha) – 13,35 (1984)